# Pijpknotszwam
De pijpknotszwam (Typhula fistulosa) is een schimmel in de familie Typhulaceae. Hij leeft op dode stammen, takken en twijgen van loofbomen, zoals de els en berk. De soort is te vinden in september en oktober. De pijpknotszwam is niet eetbaar.

## Kenmerken

### Uiterlijke kenmerken
De vruchtlichamen zijn 5 tot 20 cm lang en 4 tot 5 mm breed. Onvolgroeide exemplaren bereiken vaak slechts een lengte van 1 tot 3 cm. Ze zijn aanvankelijk lichtgeel en worden later roodbruin tot bruin van kleur. De vruchtlichamen zijn zeer slank, hol en grotendeels onvertakt. Soms komen ook gevorkte exemplaren voor aan de bovenkant. Het vlees heeft een stijve maar plooibare consistentie en wordt met de leeftijd slap. Het oppervlak is longitudinaal gerimpeld of glad. De vruchtlichamen zijn aan de bovenkant afgerond of licht puntig, en aan de onderkant enigszins knotsvormig verdikt.
De steel als zodanig ontbreekt, maar het onderste deel van het vruchtlichaam, ongeveer 1/3 van de hoogte bij de basis, is steriel - het mist hymenium, waardoor het geen sporen produceert. De kleur is iets donkerder dan de rest van het vruchtlichaam en het oppervlak is merkbaar gladder.
Aan de basis bevindt zich een korte, ruige en wortelachtige uitstulping.
De sporenprint is witachtig van kleur.

### Microscopische kenmerken
De elliptische sporen zijn aan een zijde toegespitst, hyaliene en gladwandig. Ze zijn 12 tot 18 µm lang en 5 tot 7 µm breed.

## Habitat
De schimmel komt typisch voor in warme en vochtige beukenbossen. Hij is ook te vinden bij hazelaars, elzen en esdoorns. De pijpknotszwam groeit op takken en twijgen die op de grond liggen en die ook begraven kunnen zijn. De schimmel geeft de voorkeur aan basisrijke bodems en wordt zelden aangetroffen op basisarme of zomerdroge grond. In sommige jaren komt de soort vrij algemeen voor, vooral na hevige regenval. De vruchtlichamen verschijnen tussen eind september en november, vaak pas na de eerste nachtvorst. Ze verschijnen zelden eerder. De vruchtlichamen kunnen tot het volgende jaar overleven.

## Verspreiding
De pijpknotszwam is te vinden in Japan, Europa en Noord-Amerika. In Europa loopt het verspreidingsgebied van Frankrijk tot Zweden en Finland en van Groot-Brittannië tot Polen en Hongarije.
In Nederland komt de pijpknotszwam hij zeer algemeen voor. Hij staat niet op de rode lijst en is niet bedreigd.

## Naam
De naam fistulosa betekent buisvormige.

## Foto's

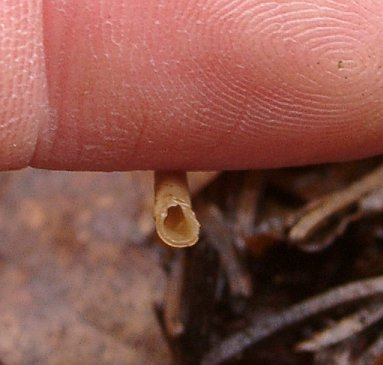
Doorsnede
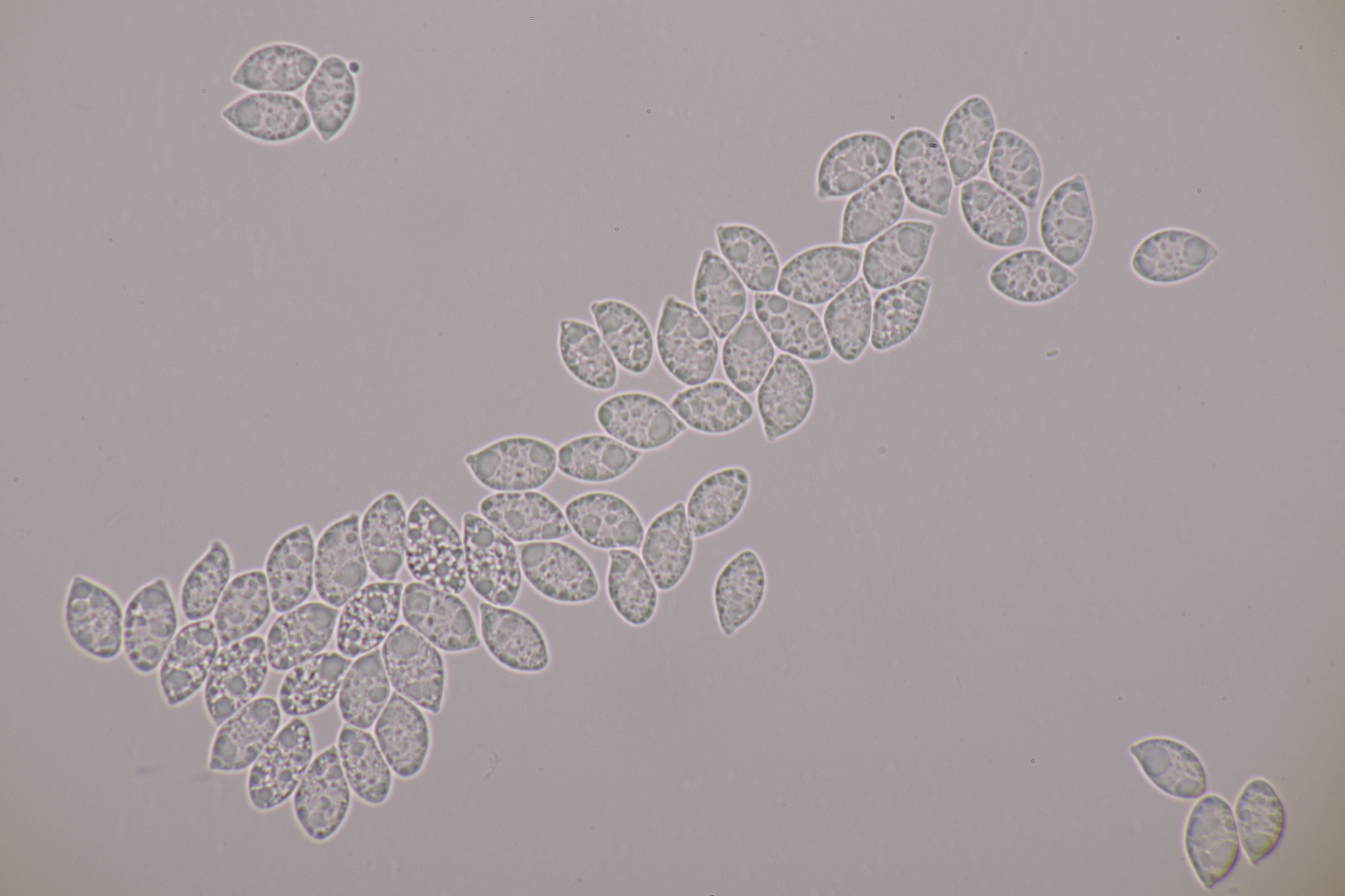
Sporen
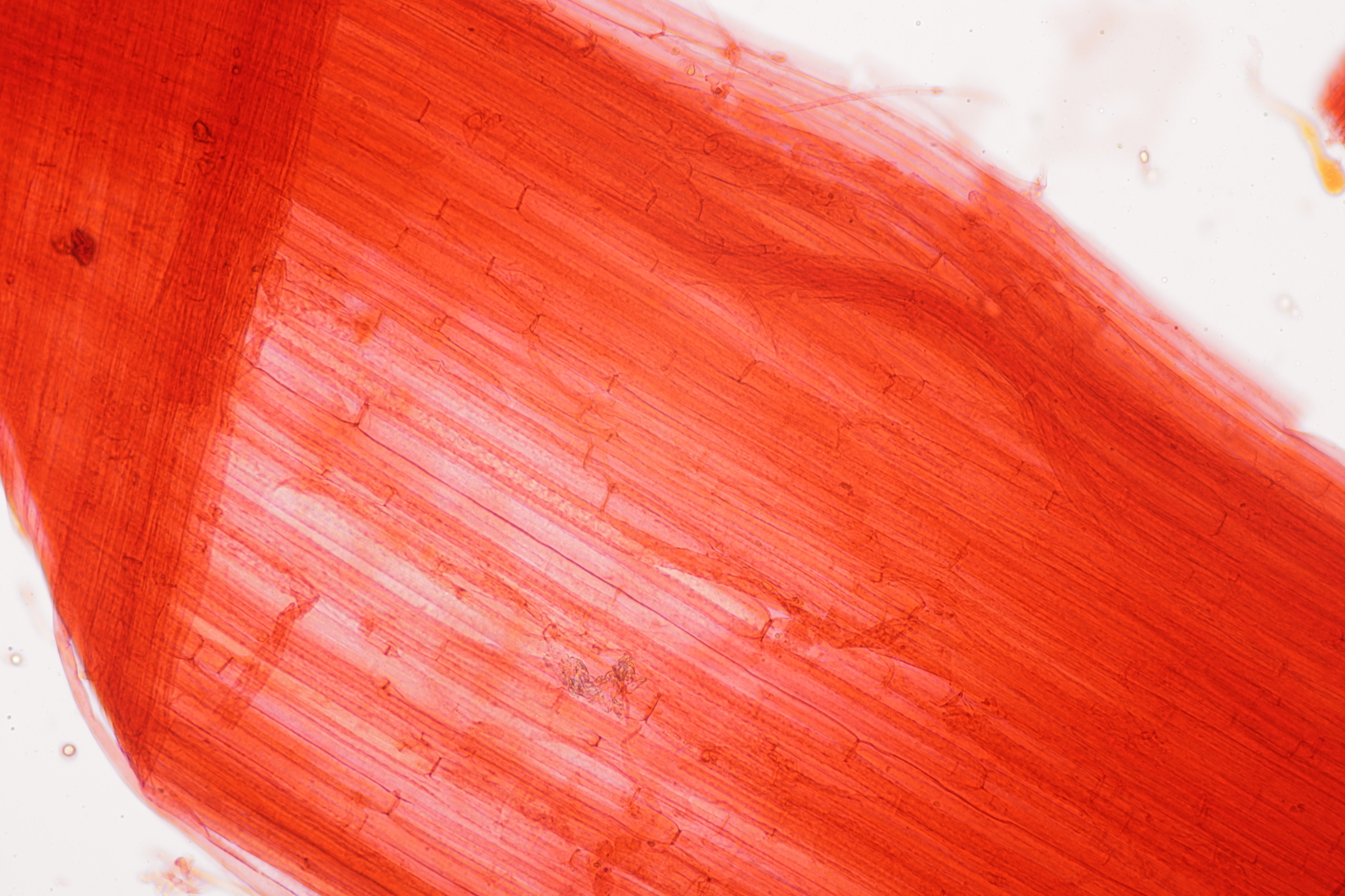
Structuur
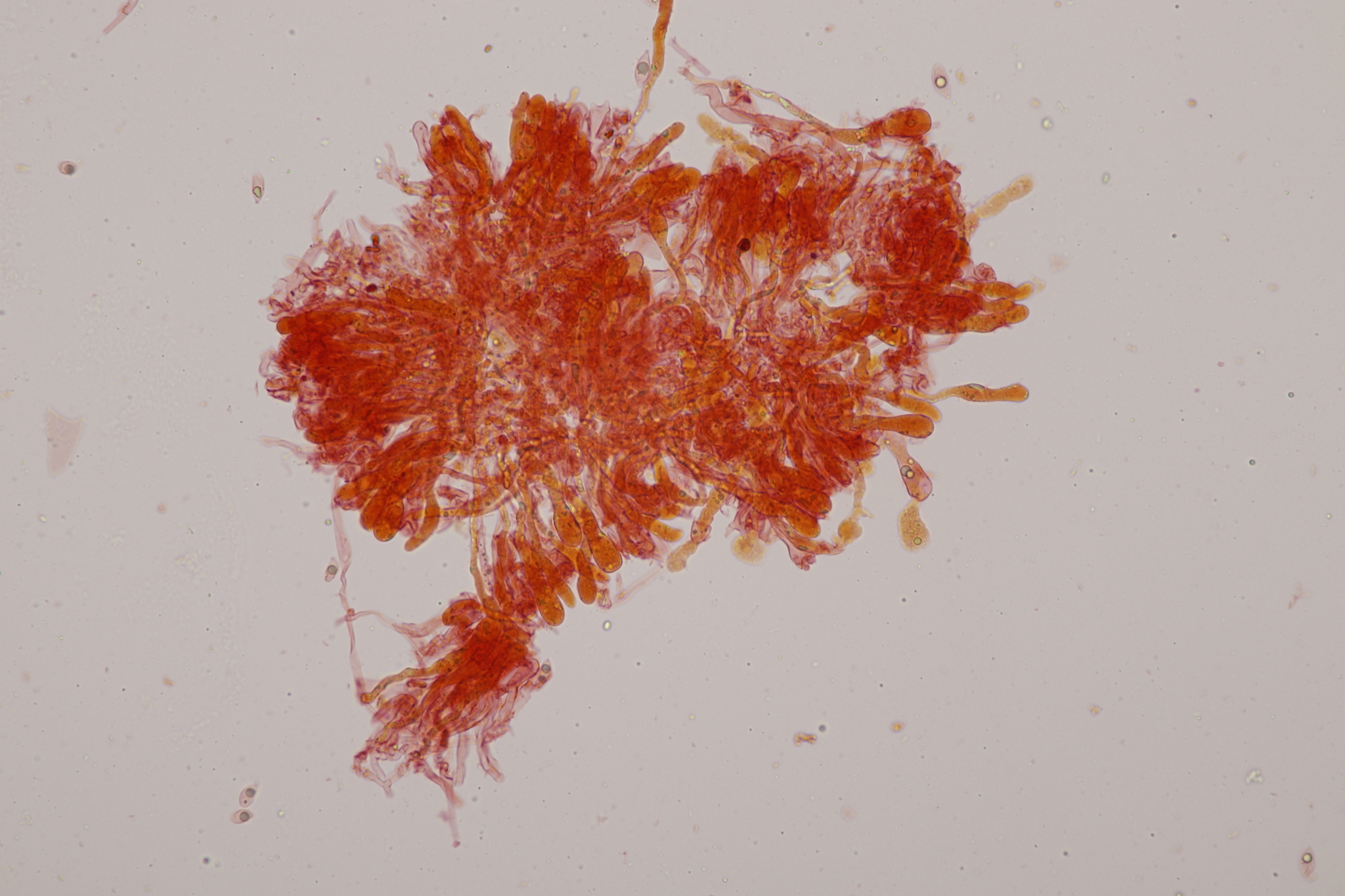
Opname in congo-rood